# Конан (коммуна)
Кона́н (фр. Conand) — коммуна во Франции, находится в регионе Рона — Альпы. Департамент — Эн. Входит в состав кантона Сен-Рамбер-ан-Бюже. Округ коммуны — Белле.
Код INSEE коммуны — 01111.

## География
Коммуна расположена приблизительно в 410 км к юго-востоку от Парижа, в 55 км восточнее Лиона, в 40 км к юго-востоку от Бурк-ан-Бреса.
По территории коммуны протекают реки Кален и Буасьер (фр. Boissière). Большая часть территории коммуны покрыта лесами.

## Климат
Климат полуконтинентальный с холодной зимой и тёплым летом. Дожди бывают нечасто, в основном летом.

## История
Деревня была основана в XIII веке около картезианского монастыря Св. Марии.

## Население
Население коммуны на 2010 год составляло 104 человека.
| 1962 | 1968 | 1975 | 1982 | 1990 | 1999 | 2010 |
| ---- | ---- | ---- | ---- | ---- | ---- | ---- |
| 119  | 90   | 70   | 91   | 56   | 69   | 104  |

## Администрация
| Период | Период | Фамилия        | Партия | Примечания |
| ------ | ------ | -------------- | ------ | ---------- |
| 1946   | 1970   | Мариус Мартлен |        |            |
| 1970   | 1989   | Анри Брюне     |        |            |
| 1989   | 2001   | Жерар Руайе    |        |            |
| 2001   | 2014   | Серж Бурден    |        |            |
| 2014   | 2020   | Жерар Шабер    |        |            |

## Экономика
В 2010 году среди 65 человек трудоспособного возраста (15-64 лет) 51 были экономически активными, 14 — неактивными (показатель активности — 78,5 %, в 1999 году было 74,4 %). Из 51 активных жителей работали 50 человек (27 мужчин и 23 женщины), безработной была 1 женщина. Среди 14 неактивных 3 человека были учениками или студентами, 10 — пенсионерами, 1 был неактивным по другим причинам.

## Фотогалерея
- Церковь
- Мэрия
- Ферма
- Печь для выпечки хлеба
- Река Кален
- Карта коммуны